# Thalassia
Thalassia Banks & Sol. ex K.D.Koenig è un genere di angiosperme marine appartenente alla famiglia Hydrocharitaceae.

## Tassonomia
Il genere comprende due specie:
- Thalassia hemprichii (Ehrenb. ex Solms) Asch. - diffusa nell'Indo-Pacifico tropicale
- Thalassia testudinum Banks & Sol. ex K.D.Koenig - diffusa nella regione caraibica